# Stamátios Kleánthis
Stamátios Kleánthis (en grec moderne : Σταμάτιος Κλεάνθης), né à Velventós (district de Kozani, alors dans l'Empire ottoman) en 1802, et décédé à Athènes, en Grèce, en 1862, est un architecte grec.
Installé dans les principautés danubiennes avec sa famille, Stamátios Kleánthis participe à la guerre d'indépendance grecque aux côtés d'Aléxandros Ypsilántis. Fait prisonnier pendant la bataille de Drăgășani, il parvient à s'enfuir à Vienne puis à Leipzig. Il décide alors d'étudier l'architecture, d'abord à Leipzig puis à Berlin.
Une fois diplômé, Stamátios Kleánthis retourne en Grèce avec son ami Eduard Schaubert. Nommé ingénieur d'État par Ioánnis Kapodístrias, il dessine les plans de la nouvelle ville d'Athènes. Cependant, son projet est simplifié par Leo von Klenze car considéré comme trop coûteux.
Stamátios Kleánthis a réalisé de nombreux édifices en Grèce, parmi lesquels le palais de la duchesse de Plaisance, la Villa Ilíssia (actuel Musée byzantin et chrétien d'Athènes), la Villa Malcolm et la première Université d'Athènes (actuel musée de l'université d'Athènes (en)).
Stamátios Kleánthis a fait fortune grâce au rachat de carrières de marbre situées à Paros.